# 11. stoletje pr. n. št.
Enajsto stoletje pr. n. št obsega leta od 1100 pr. n. št. do vključno 1001 pr. n. št.

## Kronologija
Kronologija 11. stoletja pr. n. št. zajema pregled najpomembnejših svetovnih dogodkov v tem stoletju.

## Glavni dogodki
- Savel je okoli leta 1020 pr. n. št. postal prvi izraelski kralj.[1]
- V Grčiji so se okoli leta 1000 pr. n. št. razvile monarhistične države.
- Naseljevanje Mikencev na otoku Cipru, ki se je začelo v 13. stoletju pr. n. št., je zaključeno.

## Dogodki v Evropi
- Živinoreja je imela pomembno vlogo v prehrani halštatskega človeka, o čemer pričajo najdbe govejih, kozjih in svinjskih kosti.

## Religija in filozofija
- Izraelci so začeli v dobi sodnikov , ki se je končala okoli leta 1050 pr. n. št. prevzemati kanaanske zamisli. Medtem, ko se je izraelska družba ustalila in dobivala svojo strukturo , so Mojzesov Jahve in njegovi nomadski pastirji prevzemali lastnosti kanaanskih božanstev.

## Umetnost in arhitektura
- V Skandinavski železni dobi so že izdelovali kvalitetne kovinske predmete in grobne pridatke. Najznamenitejši primer je Sončni voz iz Trundholma na Danskem. Nastal je okoli leta 1000 pr. n. št. in kaže konja z bojnim vozom s šestimi kolesi, na katerem je sončna ura iz pozlačenega brona.

## Glasba
- Bronaste trobente ali lure izvirajo iz okoli leta 1000 pr. n. št. Našli so jih v danskih močvirjih in so imele stožičaste luknjice, ki so se končevale s ploskimi koluti.

## Znanost in tehnologija
- Masovna proizvodnja železnega orodja je bila zelo pomembna značilnost asirskega imperija.
- Prva južnoameriška naselja so nastala na ekvadorski in perujski obali okoli leta 1000 pr. n. št. Tehnologija teh neolitskih ljudstev je bila preprosta. Zgradbe so gradili iz blata, opeke in kamna. Gojili pa so krompir in koruzo.